# Jerwood Sculpture Trail

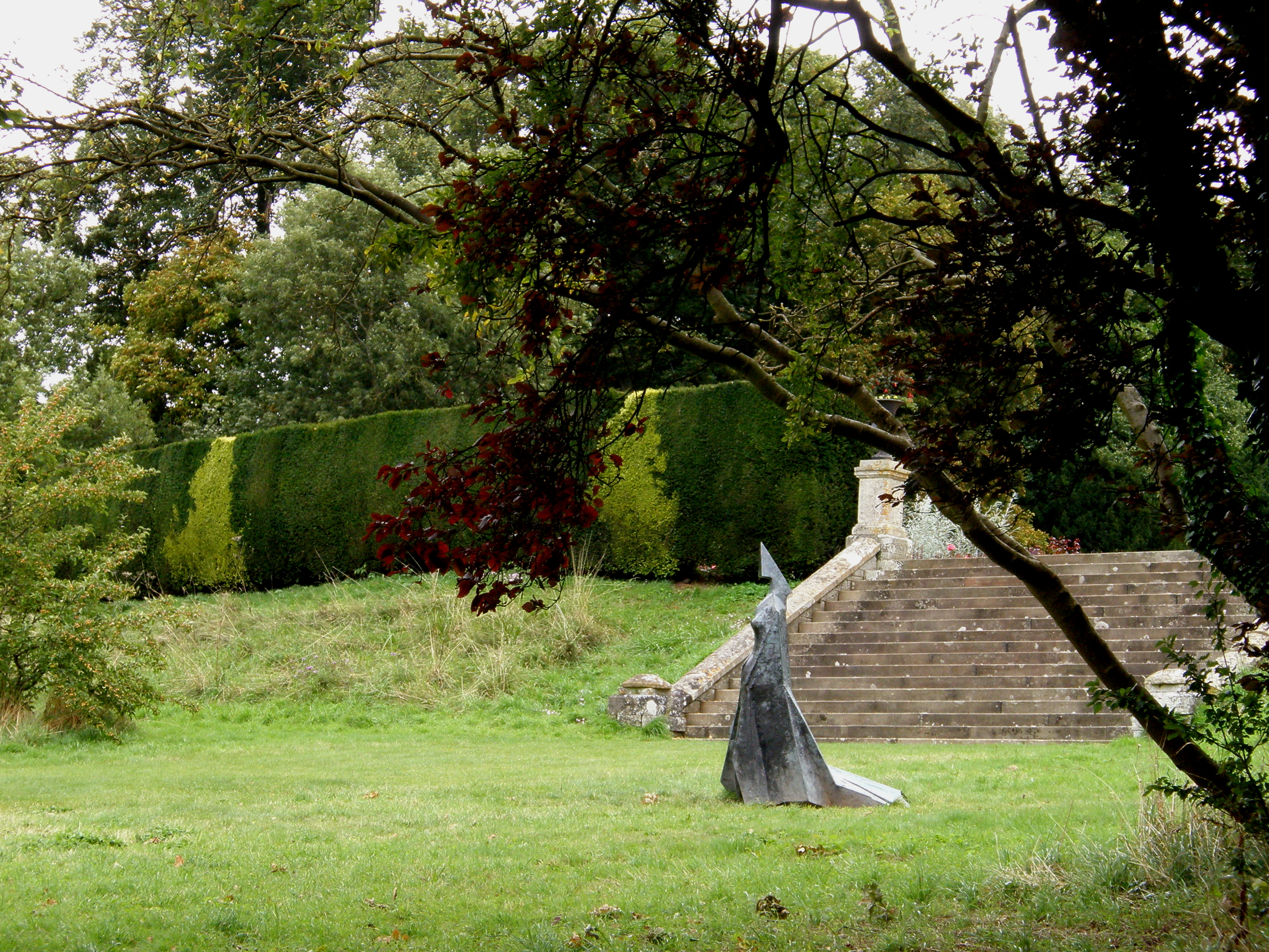
Park van Ragley Hall met Cloaked Figure IX van Lynn Chadwick

 Jerwood Sculpture Trail is een beeldenroute op het landgoed Ragley Hall in Alcester in het Engelse graafschap Warwickshire. De sculpturen langs de route zijn eigendom van de Jerwood Sculpture Foundation en werden geplaatst in 2004. Sinds 2001 wordt de collectie iedere twee jaar uitgebreid met het winnende kunstwerk van de Jerwood Sculpture Prize, een beeldhouwprijs van £ 25.000 voor opkomend talent. De prijs werd in 2009 door de jury, waarvan onder anderen de beeldhouwer Nigel Hall deel uitmaakte, toegekend aan Michael Visocchi. Diens prijswinnende werk Yield werd in 2010 geplaatst.
In 2010 zal de collectie van de Jerwood Sculpture Foundation worden uitgebreid met zeven werken van de Montgomery Sculpture Trust, bestaande uit beeldhouwwerken van Russische en Oost-Europese kunstenaars.

## Collectie
- 1961 : Standing Figure (geplaatst in 1985) van Kenneth Armitage
- 1963/64 : Oracle van Michael Ayrton
- 1978 : Cloaked Figure IX van Lynn Chadwick
- 1983 : Bond van Alan Thornhill
- 1986 : Walking Man van Elisabeth Frink
- 1992 : The Crusader van Harry Everington
- 1992 : Earthrise van Michael Lyons
- 1992 : Widow Woman van Ronald Rae
- 1997 : Creation van Maria Colonna
- 1998 : Insider VIII van Antony Gormley
- 2002 : Universal Object van Benedict Carpenter (Jerwood Sculpture Prize 2001)
- 2002 : Man on Man van Sokari Douglas Camp
- 2003 : Meth V - Stargazer van Jon Ford (Jerwood/Arts Council West Midlands Sculpture Prize 2003)
- 2003 : Bench van Peter Hayes
- 2003 : Tin van Gereon Krebber (Jerwood Sculpture Prize 2003)
- 2003 : Standing Stone van Sarah More
- 2006 : Under the Forest van Fernando Casasempere
- 2006 : Field van Judith Dean (Jerwood Sculpture Prize 2005)
- 2008 : Spring van Juliet Haysom (Jerwood Sculpture Prize 2007)
- 2008 : System No. 24 van Julian Wild
- 2008 : Green Fuse van Peter Randall-Page

## Fotogalerij

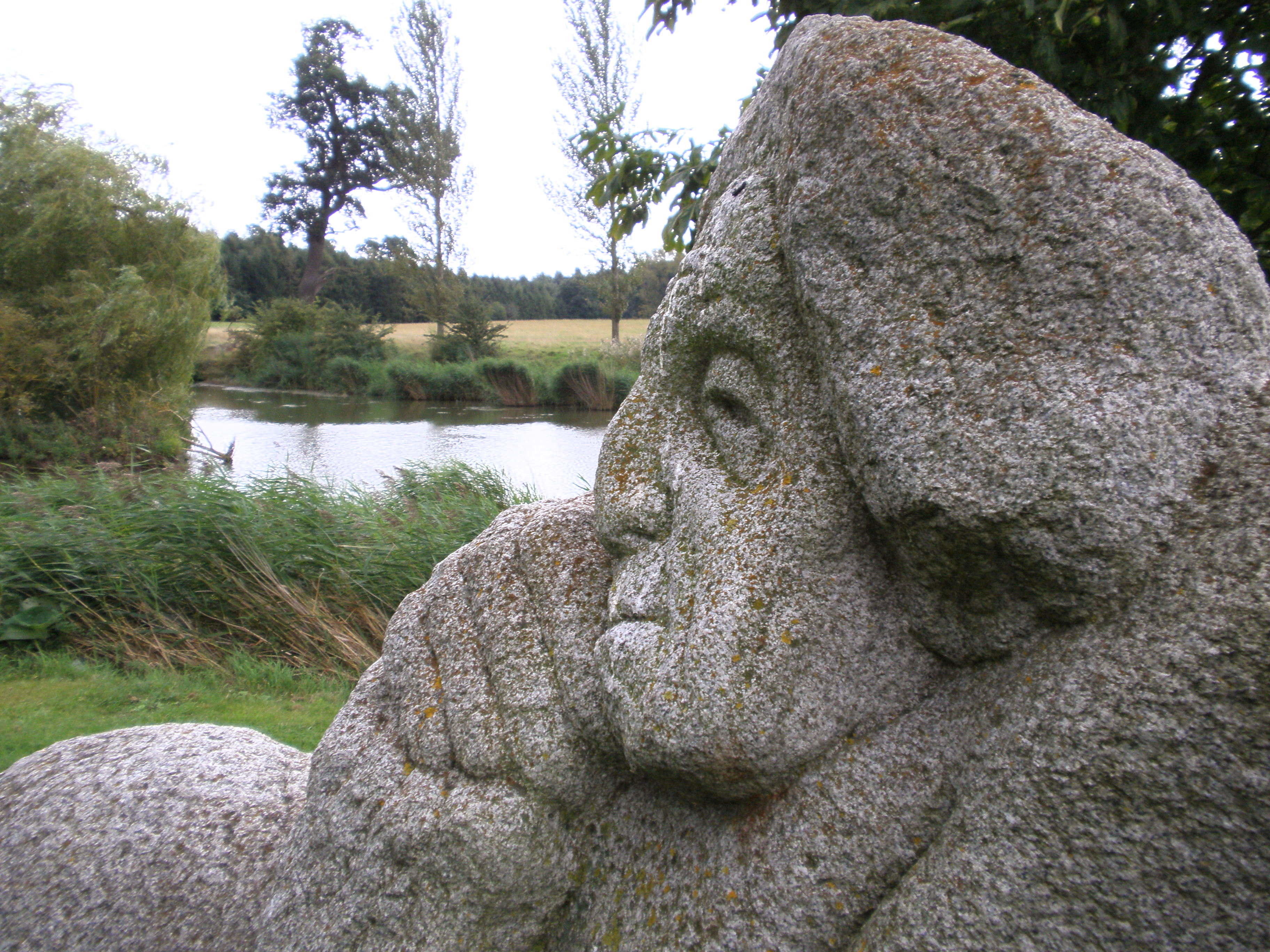
Widow Woman (1992)
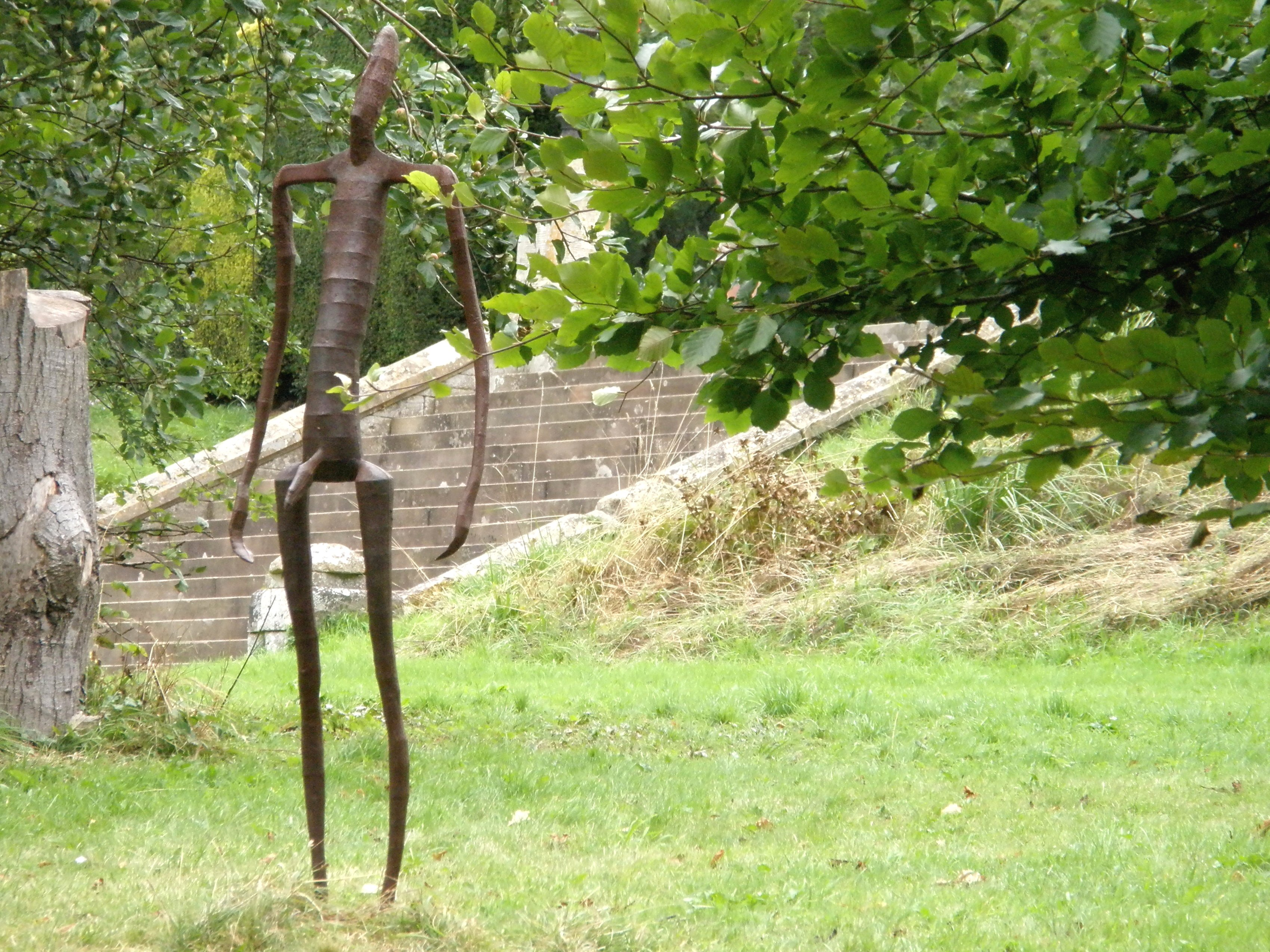
Insider VIII (1998)
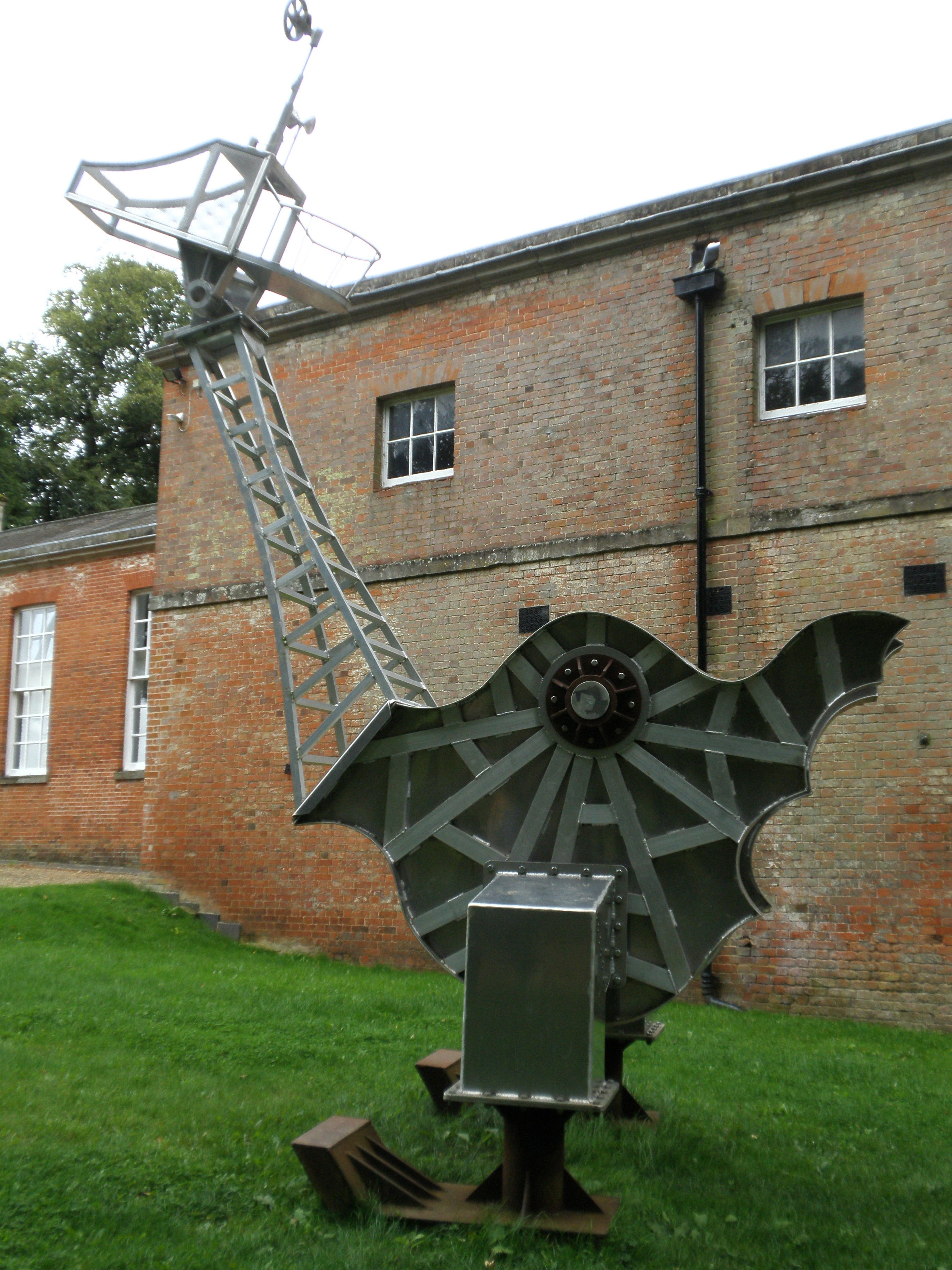
Meth V - Stargazer (2003)
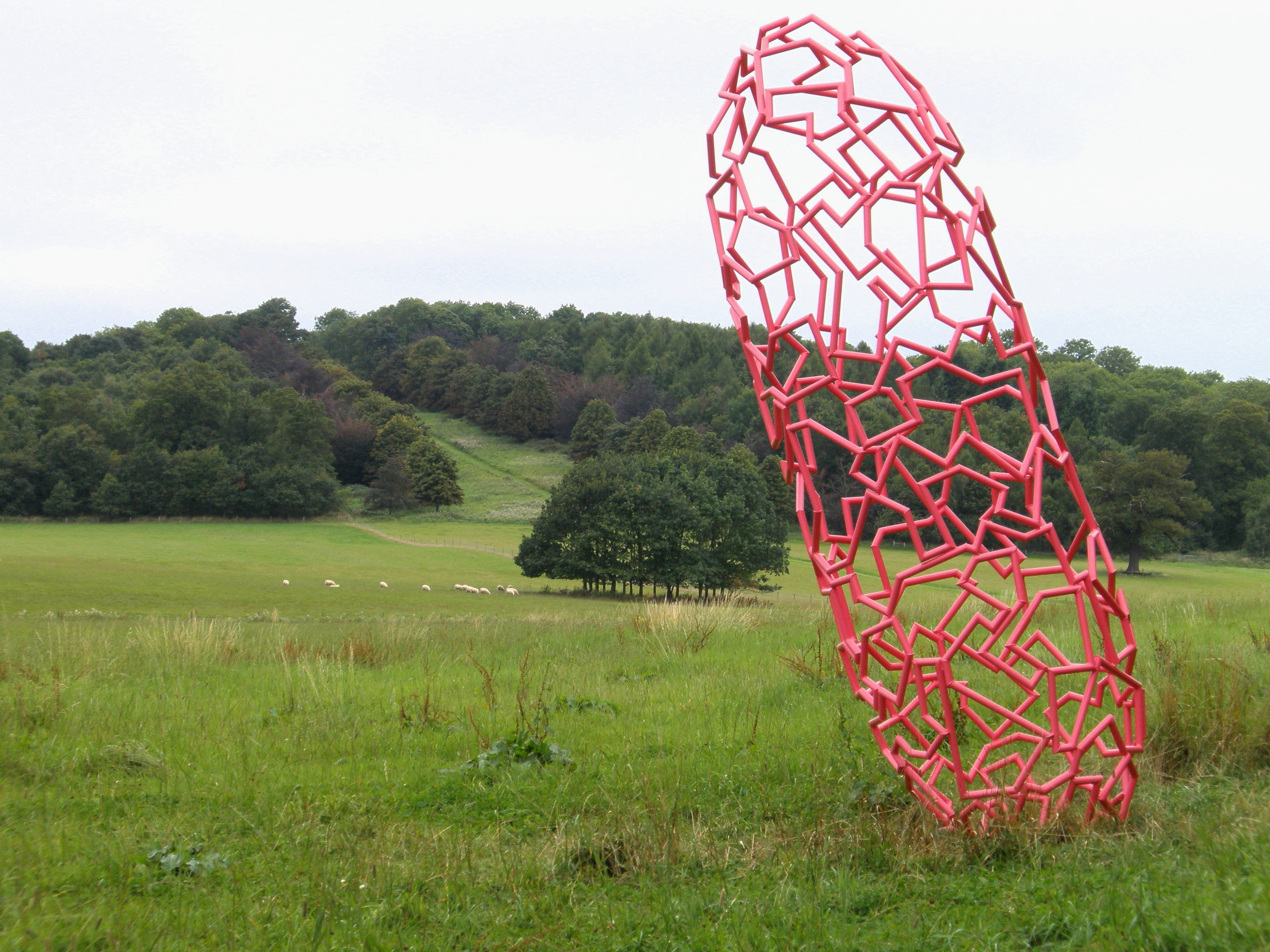
System No. 24 (2008)